# Pfungen
Pfungen é uma comuna da Suíça, no Cantão Zurique, com cerca de 2.652 habitantes. Estende-se por uma área de 4,99 km², de densidade populacional de 531 hab/km². Confina com as seguintes comunas: Dättlikon, Embrach, Neftenbach, Oberembrach, Winterthur.
A língua oficial nesta comuna é o Alemão.